# Jamesbrittenia bicolor
Jamesbrittenia bicolor är en flenörtsväxtart som först beskrevs av Moritz Kurt Dinter, och fick sitt nu gällande namn av O.M. Hilliard. Jamesbrittenia bicolor ingår i släktet Jamesbrittenia och familjen flenörtsväxter. Inga underarter finns listade i Catalogue of Life.